# Näringsfrihetsombudsmannen
Näringsfrihetsombudsmannen (NO) var en svensk förvaltningsmyndighet som inrättades 1953 med uppgift att förhandla bort skadliga konkurrensbegränsningar. Samtidigt inrättades Näringsfrihetsrådet som senare omvandlades till Marknadsdomstolen för att staten skulle kunna på ett mer direkt sätt ingripa mot företeelser som var skadliga för konkurrensen. År 1992 slogs NO samman med Statens pris- och konkurrensverk (SPK) och bildade den då nyinrättade myndigheten Konkurrensverket (KKV).